# Nicolaus Sigismund Bauer
Nicolaus Sigismund Bauer (døbt 10. juni 1720 i Hamborg – 25. august 1777) var en holstensk bygmester.
Han var søn af Andreas Martin Bauer og blev 1761 ved fyrstendømmet Plöns hjemfald til den danske krone antaget i dansk tjeneste som kgl. bygmester. Ved Johann Gottfried Rosenbergs død 1776 overtog Bauer hans embede i Slesvig og Holsten med tillæg af det plönske distrikt og med 800 rigsdaler i årlig gage. Han udnævntes 22. maj 1777 til landbygmester i Hertugdømmerne, men døde i august samme år. Han blev efterfulgt af Johann Hermann von Motz.
Fra Bauers korte virke i dansk tjeneste kendes kun hans planer over renæssanceslottene Ahrensbök syd for Eutin (1765, nedrevet kort efter) med haveplan hertil (1765) og Reinfeld i Stormarn (1765, nedrevet 1773), som i dag udgør en værdifuld dokumentation for anlæggenes udformning. 
Bauer blev gift 29. juli 1767 i Plön med Margarethe Catharina Christiana Schwartz (8. september 1745 i Plön – død tidligst 1777), datter af Johann Schwartz og Margarethe Dorthe Schwartz.